# Anna-Lena Wibom
Anna-Lena Elisabet Wibom, född den 17 juli 1933 i Stockholm, är en svensk filmproducent med mera.
I början av 1960-talet ledde Wibom Moderna Museets Filmstudio för barn och vuxna. Därifrån värvades hon av Harry Schein till Svenska Filminstitutet, och kom under femton år att leda institutets filmklubb (den som idag kallas Cinemateket). 1979–1980 verkade Wibom som filmproducent inom Filminstitutet. Senare har hon lett mer självständiga filmproduktioner, bland vilka kan nämnas Andrej Tarkovskijs Offret som spelades in på Gotland 1985 och fick flera priser på filmfestivalen i Cannes. År 1999 var hon även en av producenterna för Jan Lindqvists hyllade dokumentärfilm Tiden är en dröm.
Anna-Lena Wibom var 1951–1969 gift med Pontus Hultén.